# Лаконос американский
Лаконо́с америка́нский, или Фитола́кка американская (лат. Phytolácca americána) — многолетнее травянистое растение; вид рода Лаконос семейства Лаконосовые (Phytolaccaceae).

## Ботаническое описание

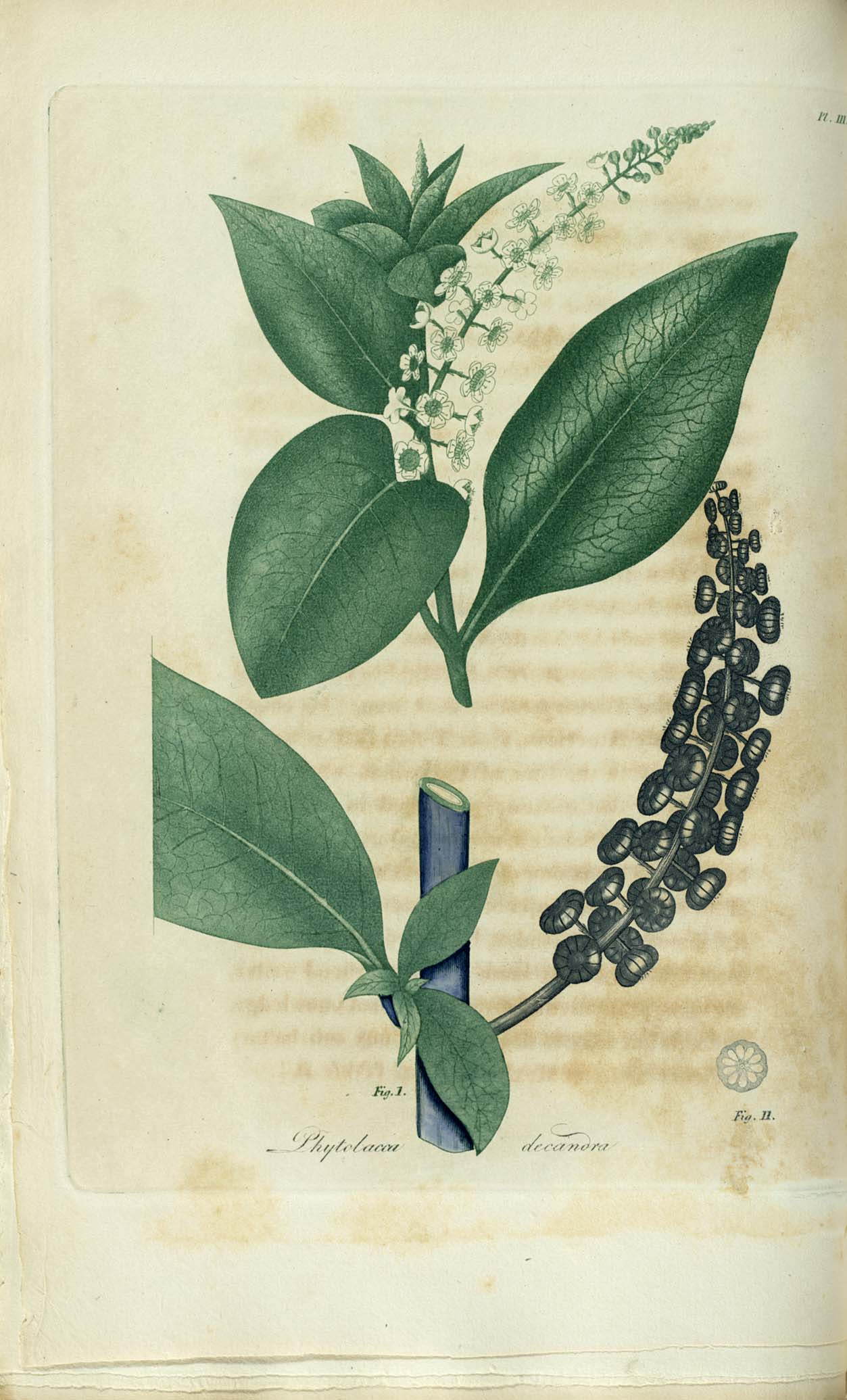
Ботаническая иллюстрация из книги Дж. Бигелоу American medical botany…, 1817—1820

Травянистый многолетник высотой до 3 м с многоглавым коротким толстым корневищем и мясистым стержневым корнем.
Листья большие, зелёные, простые, супротивные, заострённые яйцевидные, к основанию клиновидно-суженные, цельнокройные, 5—40 см длиной и 2—10 см шириной, с короткими угловатыми черешками.
Цветки обоеполые, мелкие (около 0,5 см в диаметре) белые, собраны в удлинённые кистевидные соцветия (10—15, до 30 см длиной) на концах побегов. Околоцветник простой, с округло-яйцевидными, тупыми, сначала беловатыми, а потом краснеющими долями. Тычинок десять. Завязь верхняя. Цветёт с июня по сентябрь.
Плод — фиолетово-чёрная ягода. Зрелые плоды округлые. Семена почковидно-линзовидные, около 3 мм длиной, блестящие, чёрные. Плодоносит с августа.
Корни и побеги сильно ядовиты
Хорошо размножается семенами (цветёт в год посева).

## Распространение и среда обитания
Занесён в Восточное полушарие из Северной Америки, распространился на Кавказе (Северный Кавказ, Западное Закавказье, Талыш).
На территории России встречается на Кавказе как заносное растение. В европейской части России и на Украине широко распространён в садовой культуре. Разводится в ботанических садах и цветниках, часто дичает.
Растёт на сорных местах у жилищ, дорог, в садах и огородах.
|                        |  |  |
| Листья, цветки, плоды. |  |  |

## Химический состав
В корнях найдены алкалоиды (в том числе фитолакцин — 0,16 %), эфирное масло (0,08 %) с резким запахом и острым вкусом, в корнях и листьях — тритерпеновые сапонины. Плоды и семена богаты витаминами группы B и PP; в листьях до 285 мг% витамина C.

## Хозяйственное значение и применение

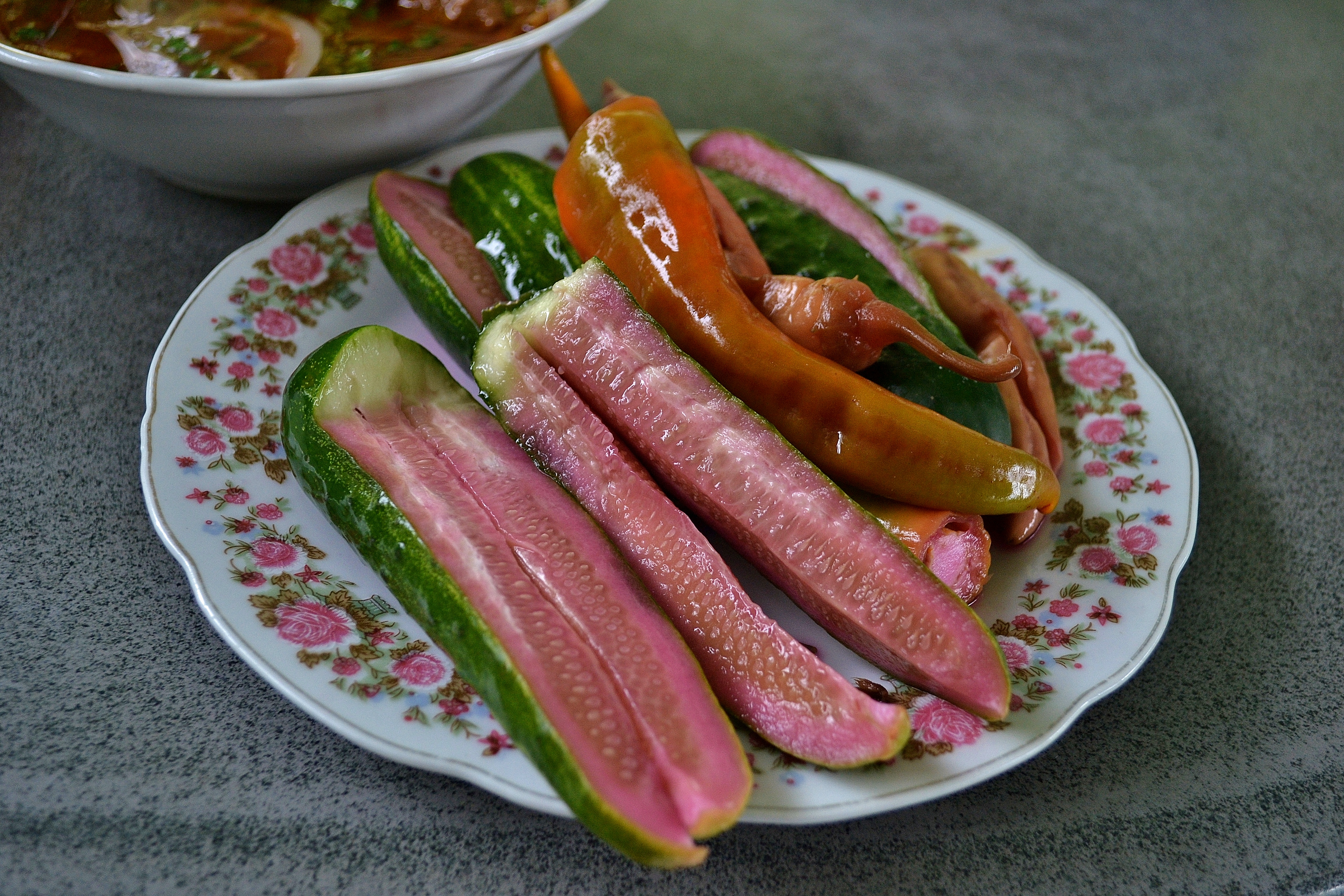
Соления, окрашенные ягодами лаконоса американского. Абхазская кухня

Зелёные молодые побеги используют в пищевых целях как спаржу.
В абхазской кухне ягода применяется при засолке огурцов, капусты, острого перца и чеснока, как своего рода специя, придающая терпкость и пряность, придаёт продуктам розово-лиловую окраску.
В винодельческих районах Европы и Азии лаконос американский выращивается ради ягод, дающих краску для вина.
В качестве лекарственного сырья использовали свежий резаный корень лаконоса американского (лат. Radix Phytolaccae americanae recens) и высушенные листья.
В американской медицине корни применяют как слабительное средство и средство от кожных болезней. В СССР получали настойку из свежих корней и листьев, которая входила в состав препарата «Акофит», а настойка корней — в состав препарата «Эхинор». В настоящее время не используются.
Растение обладает антибактериальной активностью. В Англии и Германии жидкий экстракт и порошок из корней («Фитолакцин») применяют при запорах и для улучшения обмена веществ, наружно — при ревматизме.
Алкалоид фитолакцин раздражает слизистую оболочку дыхательных путей, в малых дозах действует успокаивающе на организм, в больших — нарушает рефлекторную деятельность, вызывает одышку, судороги, паралич дыхательного центра, нарушение пищеварения и дыхания (раздражение слизистых).
В народной медицине корни используют как слабительное, рвотное, мочегонное и противоглистное средство, а также при заболеваниях почек и язвенной болезни.
Листья и молодые побеги в варёном виде употребляют в пищу.
Красный сок ягод используют для окрашивания шёлка и шерсти.